# ریوسوکه اوچی
ریوسوکه اوچی (انگلیسی: Ryosuke Ochi؛ زادهٔ ۷ آوریل ۱۹۹۰) بازیکن فوتبال اهل ژاپن است.